# Séleucos VII
Pour les articles homonymes, voir Séleucos.
Sauf précision contraire, les dates de cet article sont sous-entendues « avant l'ère commune » (AEC), c'est-à-dire « avant Jésus-Christ ».
Séleucos VII Philométor (« Qui aime sa mère ») est un prince séleucide. Né entre 95 et 90 av. J.-C., il est le fils d'Antiochos X et de Cléopâtre V Séléné et le frère du roi Antiochos XIII. Ce sont les pièces de monnaie émises par lui et sa mère qui renseignent sur ses liens familiaux. Il aurait régné de manière symbolique de 83 à 69 durant l'occupation de la Syrie par Tigrane II.

## Biographie
Après l'invasion de la Syrie par Tigrane II d'Arménie en 83 av. J.-C., Cléopâtre V Séléné se réfugie avec ses deux fils, probablement à Ptolémaïs-Akkè. En 79, elle les envoie auprès du Sénat romain afin de réclamer les trônes d'Égypte et de Syrie. En 69, Cléopâtre V, assiégée dans Ptolémaïs, est faite prisonnière par Tigrane qui la fait ensuite assassiner à Séleucie-sur-l'Euphrate. Tigrane est, peu de temps après, défait par Lucullus qui place sur le trône de Syrie le frère de Séleucos, Antiochos XIII. Celui-ci est éliminé en 64 au moment de l'arrivée de Pompée qui transforme la Syrie en province romaine. 
Certains historiens avancent qu'il a régné de 83 à 69 durant l'occupation de la Syrie par Tigrane[réf. nécessaire], sachant que seules quelques villes sont restées fidèles aux Séleucides durant cette période. Son frère lui aurait succédé en 68 après que Lucullus ait battu Tigrane.
Il est vraisemblablement le même Séleucos surnommé Kybiosaktes (terme désignant le travail de découpe du thon), en raison de ses manières grossières, qui apparait à Alexandrie en 56 comme premier époux de Bérénice IV et co-régent d'Égypte. Révoltée par son mode de vie, Bérénice l'aurait fait tuer. Dion Cassius affirme que ce Séleucos Kybiosaktes est en fait un homme de basse naissance qui a usurpé l'identité d'un descendant des Séleucides. 